# Umschlagstelle Bohmte
Die Umschlagstelle Bohmte ist der Binnenhafen der Gemeinde Bohmte im Landkreis Osnabrück, Niedersachsen.

## Geographie
Die Umschlagstelle in Bohmte-Leckermühle liegt vier Kilometer westlich des Ortskernes auf einer Höhe von 50,3 m ü. NHN bei Kilometer 54,4 Nord an der Bundeswasserstraße Mittellandkanal.
Westlich verläuft die Bundesstraße 51, die dort Osnabrücker Straße heißt.

## Geschichte
Seit 1912 verläuft der Mittellandkanal südwestlich des Gemeindegebietes von Bohmte; zunächst gab es dort keinen eigenen Hafen. Dieser wurde als Umschlagstelle Bohmte, J. Zerhusen in den späten 1950er Jahren gebaut und bis 2015 von der J. Zerhusen GmbH betrieben.

Im Februar 2016 übernahm die Hafen Wittlager Land GmbH (HWL), deren Gesellschafter der Landkreis Osnabrück sowie die Gemeinden Bohmte, Bad Essen und Ostercappeln sind, Grundstücke und Anlagen, nicht den Betrieb, dieser wird in Lohne (Oldenburg) weitergeführt.

## Gewerbe und Infrastruktur
Heute besteht dort ein etwa 2 Hektar großes Industriegebiet mit zwei Liegeplätzen. Es gibt Frei- und Hallenlagerflächen, ein Silo sowie einen gespundeten Kai mit 260 m Länge. Umgeschlagen wird  Schüttgut.
Lokalpolitiker planen einen Containerhafen und hoffen, dafür Subventionen in Millionenhöhe zu erhalten. Der Plan wurde und wird kritisiert, weil unter niedrigen Brücken über dem westdeutschen Kanalnetz nur einlagig mit Seecontainern beladene Schiffe fahren können; für einen Transport mit zwei Containerlagen übereinander (Doppelstockbeförderung) sind sie zu niedrig.
Der Hafen lässt sich folglich nur aus Richtung Hamburg sinnvoll ansteuern.
Die Freizeitschifffahrt hatte die Hafenanlagen sowohl als Wasser- als auch als Trockenliegeplätze genutzt; zurzeit (2017) findet dort kein Betrieb mehr statt.

## Verkehr
Der Hafen liegt unmittelbar an der Bundesstraße 51, die südwestlich an die Bundesstraße 65 anschließt und in ca. 10 km Entfernung zur Bundesautobahn 33 führt. Über die Bundesstraße 218 kann nach 18 km westlich die Bundesautobahn 1 erreicht werden.